# Campionato asiatico e oceaniano maschile di pallavolo
Il campionato asiatico e oceaniano maschile di pallavolo è una competizione pallavolistica per squadre nazionali asiaticne e oceaniane, organizzata con cadenza biennale dall'AVC.

## Edizioni
| Edizione      | Edizione            | Podio         | Podio         | Podio         |
| Anno          | Organizzatore       | Campione      | Seconda       | Terza         |
| ------------- | ------------------- | ------------- | ------------- | ------------- |
| 1975 Dettagli | Australia           | Giappone      | Corea del Sud | Cina          |
| 1979 Dettagli | Bahrein             | Cina          | Corea del Sud | Giappone      |
| 1983 Dettagli | Giappone            | Giappone      | Cina          | Corea del Sud |
| 1987 Dettagli | Kuwait              | Giappone      | Cina          | Corea del Sud |
| 1989 Dettagli | Corea del Sud       | Corea del Sud | Giappone      | Cina          |
| 1991 Dettagli | Australia           | Giappone      | Corea del Sud | Cina          |
| 1993 Dettagli | Thailandia          | Corea del Sud | Kazakistan    | Giappone      |
| 1995 Dettagli | Corea del Sud       | Giappone      | Cina          | Corea del Sud |
| 1997 Dettagli | Qatar               | Cina          | Giappone      | Australia     |
| 1999 Dettagli | Iran                | Cina          | Australia     | Corea del Sud |
| 2001 Dettagli | Corea del Sud       | Corea del Sud | Australia     | Giappone      |
| 2003 Dettagli | Cina                | Corea del Sud | Cina          | Iran          |
| 2005 Dettagli | Thailandia          | Giappone      | Cina          | Corea del Sud |
| 2007 Dettagli | Indonesia           | Australia     | Giappone      | Corea del Sud |
| 2009 Dettagli | Filippine           | Giappone      | Iran          | Corea del Sud |
| 2011 Dettagli | Iran                | Iran          | Cina          | Corea del Sud |
| 2013 Dettagli | Emirati Arabi Uniti | Iran          | Corea del Sud | Cina          |
| 2015 Dettagli | Iran                | Giappone      | Iran          | Cina          |
| 2017 Dettagli | Indonesia           | Giappone      | Kazakistan    | Corea del Sud |
| 2019 Dettagli | Iran                | Iran          | Australia     | Giappone      |
| 2021 Dettagli | Giappone            | Iran          | Giappone      | Cina          |
| 2023 Dettagli | Iran                | Giappone      | Iran          | Qatar         |

## Medagliere
| Pos. | Squadra       | 1º posto | 2º posto | 3º posto | Totale |
| ---- | ------------- | -------- | -------- | -------- | ------ |
| 1    | Giappone      | 10       | 4        | 4        | 18     |
| 2    | Corea del Sud | 4        | 4        | 9        | 17     |
| 3    | Iran          | 4        | 3        | 1        | 8      |
| 4    | Cina          | 3        | 6        | 6        | 15     |
| 5    | Australia     | 1        | 3        | 1        | 5      |
| 6    | Kazakistan    | -        | 2        | -        | 2      |
| 7    | Qatar         | -        | -        | 1        | 1      |